# Tenuipalpus xerocolus
Tenuipalpus xerocolus är en spindeldjursart som beskrevs av Meyer 1993. Tenuipalpus xerocolus ingår i släktet Tenuipalpus och familjen Tenuipalpidae. Inga underarter finns listade i Catalogue of Life.